# Oreophryne frontifasciata
Oreophryne frontifasciata är en groddjursart som först beskrevs av Horst 1883.  Oreophryne frontifasciata ingår i släktet Oreophryne och familjen Microhylidae. IUCN kategoriserar arten globalt som otillräckligt studerad. Inga underarter finns listade i Catalogue of Life.